# El Dorado (Cabezas)
El Dorado (auch Colonia Menonita El Dorado) ist eine Flächensiedlung im Departamento Santa Cruz im südamerikanischen Andenstaat Bolivien.

## Lage im Nahraum
El Dorado ist der viertgrößte Ort im Municipio Cabezas in der Provinz Cordillera. Die Ortschaft liegt auf einer Höhe von 396 m zwischen der Nationalstraße Ruta 9 im Westen und fünf Kilometer westlich des Río Grande.

## Geographie
El Dorado liegt am südöstlichen Rand der bolivianischen Cordillera Oriental im Bereich des subtropischen Klimas und ist geprägt durch eine halbjährige Trockenzeit, die von Mai bis Oktober reicht.
Die Durchschnittstemperatur der Region beträgt etwa 24 °C (siehe Klimadiagramm Cabezas), die Monatswerte schwanken zwischen 20 °C im Juni und Juli und 27 °C im Dezember und Januar. Der Jahresniederschlag beträgt 800 mm, feuchteste Monate sind Januar und Februar mit 130 mm und trockenste Monate Juli und August mit weniger als 20 mm im langjährigen Durchschnitt.

## Verkehrsnetz
El Dorado liegt in einer Entfernung von 103 Straßenkilometern südlich von Santa Cruz, der Hauptstadt des gleichnamigen Departamentos.
Von Santa Cruz führt die asphaltierte Nationalstraße Ruta 9 in südlicher Richtung über Mora weiter über Cabezas, Abapó, Ipitá und Villamontes nach Yacuiba an der bolivianischen Grenze zu Argentinien. Direkt in Mora zweigt eine unbefestigte Landstraße in östlicher Richtung ab, die nach neunzehn Kilometern die Gemeinde El Dorado erreicht.

## Bevölkerung
Die Einwohnerzahl der Ortschaft ist in den vergangenen beiden Jahrzehnten auf fast das Dreifache angestiegen:
| Jahr | Einwohner         | Quelle       |
| ---- | ----------------- | ------------ |
| 1992 | keine Detaildaten | Volkszählung |
| 2001 | 668               | Volkszählung |
| 2012 | 1924              | Volkszählung |
| 2024 |                   | Volkszählung |

Die Siedlung ist in erster Linie besiedelt mit Familien der Glaubensgemeinschaft der Mennoniten, die sich in Bolivien vor allem im Departamento Santa Cruz angesiedelt haben.